# Мејкон (Северна Каролина)
Мејкон (енгл. Macon) град је у америчкој савезној држави Северна Каролина.

## Демографија
По попису из 2010. године број становника је 119, што је 4 (3,5%) становника више него 2000. године.
| Група             | 2000.      | 2010.       |
| Белци             | 94 (81,7%) | 101 (84,9%) |
| Афроамериканци    | 15 (13,0%) | 16 (13,4%)  |
| Азијати           | 1 (0,9%)   | 0 (0,0%)    |
| Хиспаноамериканци | 2 (1,7%)   | 0 (0,0%)    |
| Укупно            | 115        | 119         |